# آواسا
اوواسا (به لاتین: Awasa) یک منطقهٔ مسکونی در اتیوپی است که در منطقه اقوام، قومیت‌ها و قلمرو مردم جنوبی واقع شده‌است. اوواسا ۵۰ کیلومتر مربع مساحت و ۳۱۵٬۲۶۷ نفر جمعیت دارد و ۱٬۷۰۸ متر بالاتر از سطح دریا واقع شده‌است.